# Allorrhina amazonica
Allorrhina amazonica är en skalbaggsart som beskrevs av Thomson 1857. Allorrhina amazonica ingår i släktet Allorrhina och familjen Cetoniidae. Inga underarter finns listade i Catalogue of Life.